# Institute of Contemporary Art (Boston)
L'Institute of Contemporary Art (ICA) è un museo d'arte di Boston, nel Massachusetts (Stati Uniti d'America).
Fra i molti artisti che hanno esposto presso l'ICA si contano Salvador Dalí, Morris Louis, Wassily Kandinsky, Meret Oppenheim, Nicholas Hlobo, Robert Mapplethorpe, Claes Oldenburg, Robert Rauschenberg, Cildo Meireles, Ólafur Elíasson, Kenneth Noland e Manabu Mabe.

## Storia

### Prima metà del Novecento
L'Institute of Contemporary Art venne fondato nel 1936 a State Street, a Boston, e prendeva originariamente il nome di Boston Museum of Modern Art. L'istituzione ebbe come primo direttore l'architetto Nathaniel Saltonstall, ed era una costola del Museum of Modern Art. Durante la seconda metà degli anni trenta, il Boston Museum of Modern Art si trasferì dapprima a Newbury Street, e successivamente a Dartmouth Street. Nel 1939, il museo ruppe ogni legame con il Museum of Modern Art e venne rinominato Institute of Modern Art. Dal 1940 al 1943, il museo occupò Beacon Street per poi trasferirsi ancora una volta a Newbury Street. Nel 1948 si decise di cambiare ancora una volta il nome del museo in Institute of Contemporary Art (ICA) per "tenerlo a distanza dalle inflessioni ideologiche che il termine 'moderno' ha maturato a favore del suo significato originale, ovvero ciò che esiste al giorno d'oggi".

### Seconda metà del Novecento e anni duemila
Nel 1956, il museo si spostò presso la SMFA di Fenway Parkway. Dal 1960 al 1963, l'ICA occupava il Metropolitan Boston Arts Center, fondato da Saltonstall presso Soldiers Field Road. Successivamente, la sede venne collocata a Newbury Street. Dal 1968 al 1970, l'ICA era situato al Metropolitan Boston Arts Center mentre, dal 1970 al 1973, mantenne invece la sua sede presso la Parkman House di Beacon Street. A partire dalla metà degli anni settanta, l'istituzione trovò un'ubicazione più stabile presso un'ex stazione di polizia di Boylston Street. Nel 1984, una collaborazione fra l'ICA e la stazione televisiva WGBH portò alla nascita della Contemporary Art Television, che promuoveva i videoartisti. Nel 2006, l'ICA si trasferì in una sede di Fan Pier.